# Vlaams Belang
O  Vlaams Belang (em português: 'Interesse Flamengo') ou VB é um partido político de direita ou extrema-direita da Flandres, região flamenga da Bélgica.
O partido foi fundado em 2004, como sucessor do  Vlaams Blok ('Bloco Flamengo'), que fora declarado inconstitucional pelos tribunais belgas, tendo em vista a orientação racista do partido.
Entretanto VB manteve a mesma linha do seu antecessor, com a defesa de uma Flandres independente, além de um marcado viés anti-imigração e contra a ascensão islâmica. A nível económico, apesar de defender o mercado-livre, o partido defende a necessidade da protecção do Estado Social e de parar com a política de privatizações.
Em termos eleitorais,  apesar de inicialmente ser um dos partidos mais populares da Flandres, o partido, recentemente, tem sofrido com o surgimento do nacionalista mas moderado, a Nova Aliança Flamenga.
A nível europeu, o partido tem relações com diversos partidos de extrema-direita, como a Frente Nacional ou a Liga Norte, sendo que, os seus deputados no Parlamento Europeu, sentam-se no grupo da Europa das Nações e das Liberdades, com outros partidos nacionalistas e de extrema-direita.

## Resultados eleitorais
Os resultados apresentados incluem os do antecessor, Vlaams Blok:

### Eleições legislativas

#### Câmara dos Deputados
| Data | CI.  | Votos   | %            | +/- | Deputados | +/-     | Status   |
| ---- | ---- | ------- | ------------ | --- | --------- | ------- | -------- |
| 1978 | 11.º | 75 635  | 1,4 / 100,0  |     | 1 / 212   |         | Oposição |
| 1981 | 13.º | 66 424  | 1,1 / 100,0  | 0,3 | 1 / 212   | Estável | Oposição |
| 1985 | 10.º | 85 391  | 1,4 / 100,0  | 0,3 | 1 / 212   | Estável | Oposição |
| 1987 | 10.º | 116 534 | 1,9 / 100,0  | 0,5 | 2 / 212   | 1       | Oposição |
| 1991 | 7.º  | 405 247 | 6,6 / 100,0  | 4,7 | 12 / 212  | 10      | Oposição |
| 1995 | 7.º  | 475 677 | 7,8 / 100,0  | 1,2 | 11 / 150  | 1       | Oposição |
| 1999 | 5.º  | 613 399 | 9,9 / 100,0  | 2,1 | 15 / 150  | 4       | Oposição |
| 2003 | 5.º  | 767 605 | 11,6 / 100,0 | 1,7 | 18 / 150  | 3       | Oposição |
| 2007 | 3.º  | 799 844 | 12,0 / 100,0 | 0,4 | 17 / 150  | 1       | Oposição |
| 2010 | 7.º  | 506 697 | 7,8 / 100,0  | 4,2 | 12 / 150  | 5       | Oposição |
| 2014 | 10.º | 247 746 | 3,7 / 100,0  | 4,1 | 3 / 150   | 9       | Oposição |
| 2019 | 2.º  | 810 177 | 12,0 / 100,0 | 8,3 | 18 / 150  | 15      |          |
| 2024 | 2.º  | 959 988 | 14,4 / 100,0 | 2,4 | 20 / 150  | 2       |          |

#### Senado
| Data | CI.  | Votos   | %            | +/- | Deputados | +/-     |
| ---- | ---- | ------- | ------------ | --- | --------- | ------- |
| 1978 | 11.º | 80 809  | 1,5 / 100,0  |     | 0 / 106   |         |
| 1981 | 13.º | 71 733  | 1,2 / 100,0  | 0,3 | 0 / 106   | Estável |
| 1985 | 10.º | 90 120  | 1,5 / 100,0  | 0,3 | 0 / 106   | Estável |
| 1987 | 10.º | 122 953 | 2,0 / 100,0  | 0,5 | 1 / 105   | 1       |
| 1991 | 7.º  | 414 481 | 6,8 / 100,0  | 4,8 | 5 / 70    | 4       |
| 1995 | 6.º  | 463 896 | 7,7 / 100,0  | 0,9 | 3 / 40    | 2       |
| 1999 | 5.º  | 583 208 | 9,4 / 100,0  | 1,7 | 4 / 40    | 1       |
| 2003 | 6.º  | 741 940 | 11,3 / 100,0 | 1,9 | 5 / 40    | 1       |
| 2007 | 4.º  | 787 782 | 11,9 / 100,0 | 0,6 | 5 / 40    | Estável |
| 2010 | 7.º  | 491 547 | 7,6 / 100,0  | 4,3 | 3 / 40    | 2       |

### Eleições regionais

#### Flandres
| Data | CI. | Votos   | %            |      | Deputados | +/- | Status   |
| ---- | --- | ------- | ------------ | ---- | --------- | --- | -------- |
| 1995 | 4.º | 465 239 | 12,3 / 100,0 |      | 17 / 124  |     | Oposição |
| 1999 | 3.º | 603 345 | 15,5 / 100,0 | 3,2  | 22 / 124  | 5   | Oposição |
| 2004 | 2.º | 981 587 | 24,2 / 100,0 | 8,7  | 32 / 124  | 10  | Oposição |
| 2009 | 2.º | 628 564 | 15,3 / 100,0 | 9,9  | 21 / 124  | 11  | Oposição |
| 2014 | 6.º | 248 840 | 5,9 / 100,0  | 9,4  | 6 / 124   | 15  | Oposição |
| 2019 | 2.º | 783 977 | 18,5 / 100,0 | 12,6 | 23 / 124  | 17  | Oposição |
| 2024 | 2.º | 992 175 | 22,7 / 100,0 | 4,2  | 31 / 124  | 8   | TBA      |

#### Bruxelas
| Data                                      | CI.  | Votos  | %            |      | Deputados | +/-     | Status   |
| ----------------------------------------- | ---- | ------ | ------------ | ---- | --------- | ------- | -------- |
| 1989                                      | 11.º | 9 006  | 2,1 / 100,0  |      | 1 / 75    |         | Oposição |
| 1995                                      | 7.º  | 12 507 | 3,0 / 100,0  | 0,9  | 2 / 75    | 1       | Oposição |
| 1999                                      | 5.º  | 19 310 | 4,5 / 100,0  | 1,5  | 4 / 75    | 2       | Oposição |
| Resultados referentes ao colégio flamengo |      |        |              |      |           |         |          |
| 2004                                      | 1.º  | 21 297 | 34,1 / 100,0 |      | 6 / 17    | 2       | Oposição |
| 2009                                      | 3.º  | 9 072  | 17,5 / 100,0 | 16,6 | 3 / 17    | 3       | Oposição |
| 2014                                      | 6.º  | 3 006  | 5,6 / 100,0  | 11,9 | 1 / 17    | 2       | Oposição |
| 2019                                      | 5.º  | 5 838  | 8,3 / 100,0  | 2,7  | 1 / 17    | Estável |          |

### Eleições europeias

#### Região Flamenga
| Data | CI. | Votos     | %            | +/-     | Deputados | +/-     |
| ---- | --- | --------- | ------------ | ------- | --------- | ------- |
| 1979 | 6.º | 73 174    | 2,1 / 100,0  |         | 0 / 13    |         |
| 1984 | 6.º | 73 174    | 2,1 / 100,0  | Estável | 0 / 13    | Estável |
| 1989 | 6.º | 241 117   | 6,6 / 100,0  | 4,5     | 1 / 13    | 1       |
| 1994 | 4.º | 463 919   | 12,6 / 100,0 | 6,0     | 2 / 14    | 1       |
| 1999 | 3.º | 584 392   | 15,1 / 100,0 | 2,5     | 2 / 14    | Estável |
| 2004 | 2.º | 930 731   | 23,2 / 100,0 | 8,1     | 3 / 14    | 1       |
| 2009 | 3.º | 647 170   | 15,9 / 100,0 | 7,3     | 2 / 13    | 1       |
| 2014 | 6.º | 284 891   | 6,8 / 100,0  | 9,1     | 1 / 12    | 1       |
| 2019 | 2.º | 811 169   | 19,1 / 100,0 | 12,3    | 3 / 12    | 2       |
| 2024 | 1.º | 1 034 112 | 22,9 / 100,0 | 3,8     | 3 / 13    | Estável |